# Битки

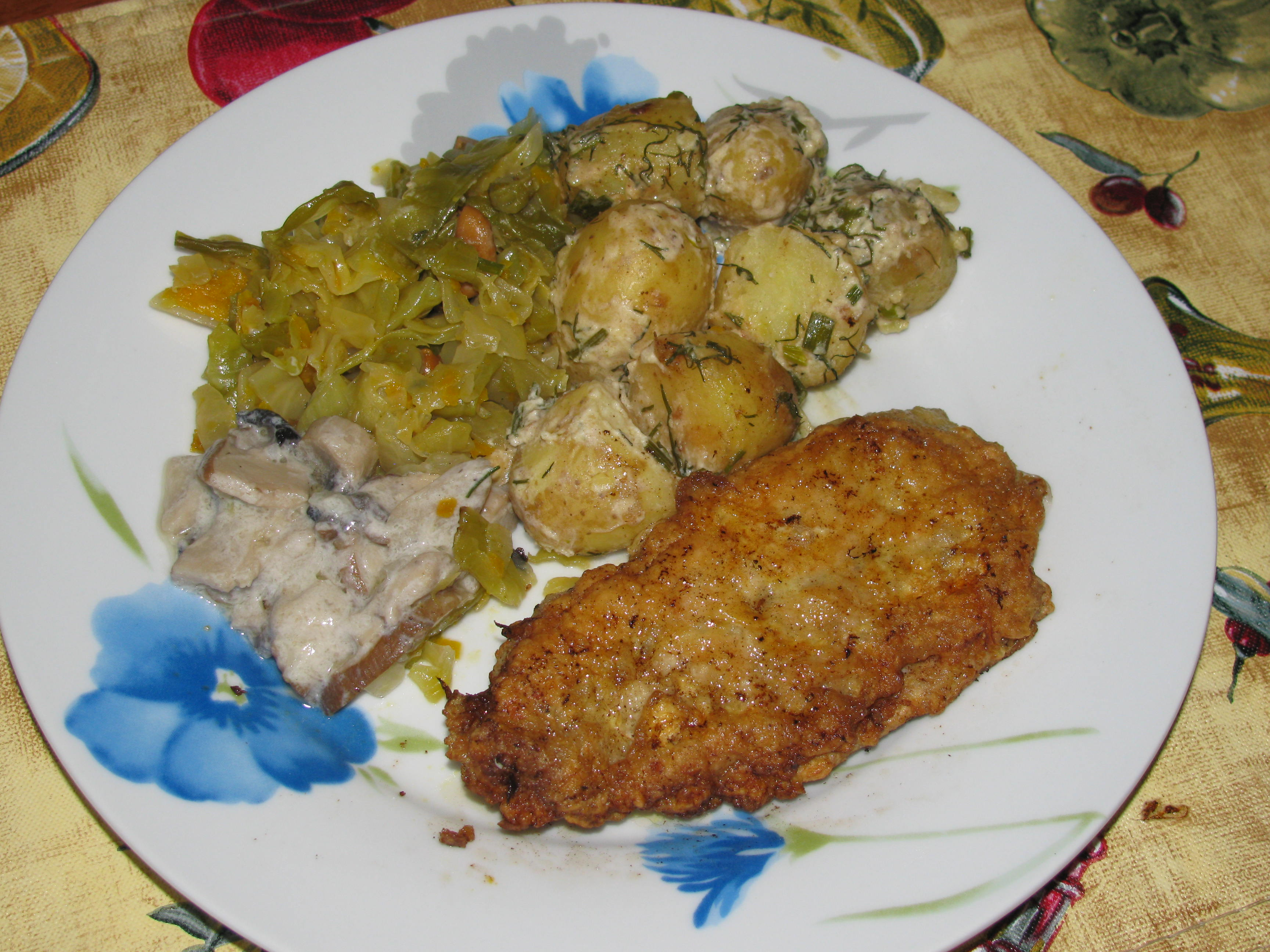
Котлета відбивна з гарніром

Битки (іноді відбивні) — страва із м'яса, різані, попередньо відбиті, шматки м'яса, обсмажені у збитому яйці або у клярі. Битки досить популярні в Україні.

## Приготування
М'ясо свинини відбивали, солили, перчили, вивалювали у дрібно посіченому часнику і потім вмокали у збите яйце, панірують у борошні або змочують у клярі. Смажити на сковорідці з двох сторін на олії.
Щоб битки були м'якішими, їх складали в горщик, пересипали цибулею, заливали бульйоном і тушкували 10–20 хвилин на слабкому вогні.

## Вегетаріанські битки

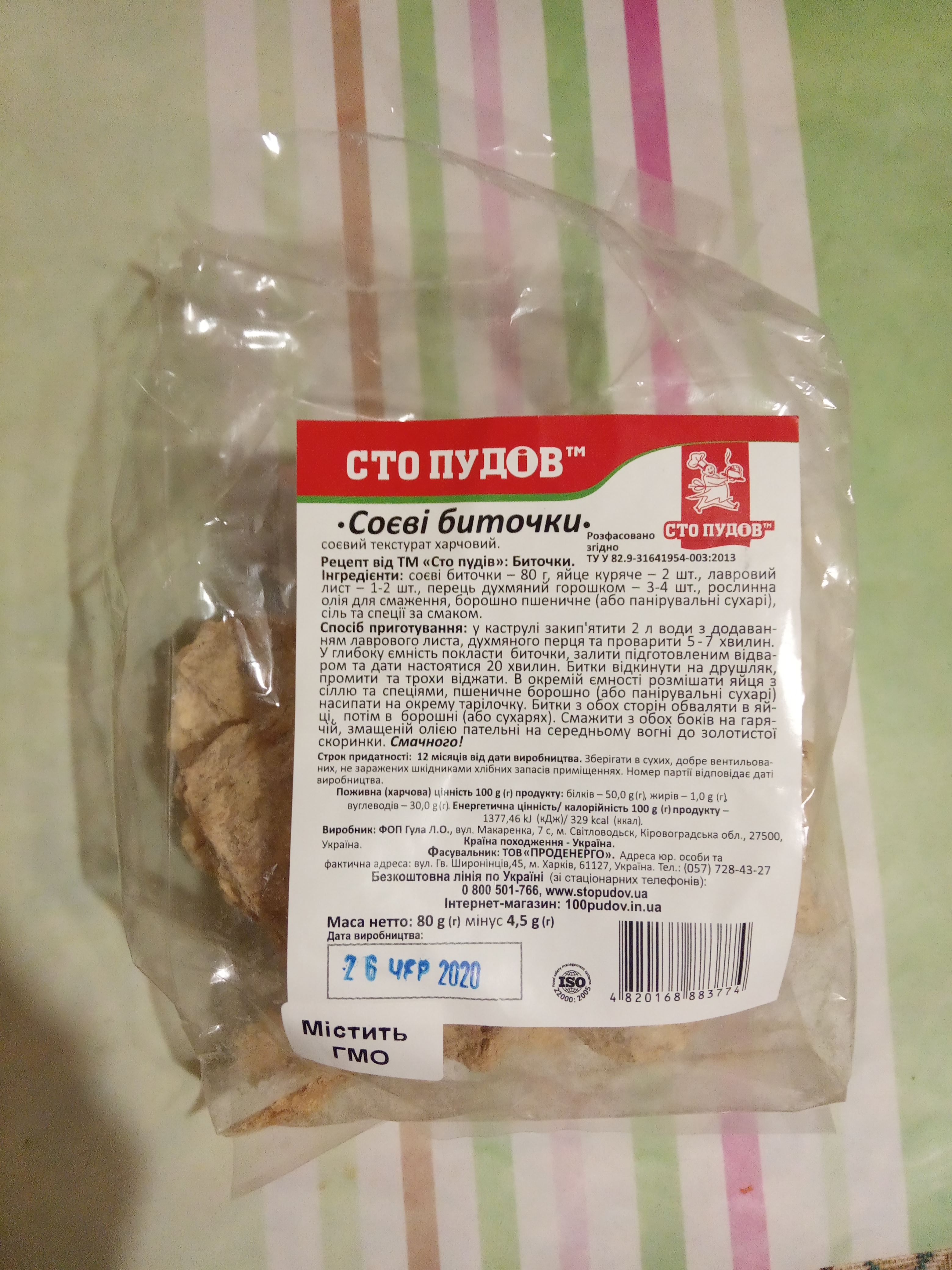
Соєві биточки "Сто пудов", 2020
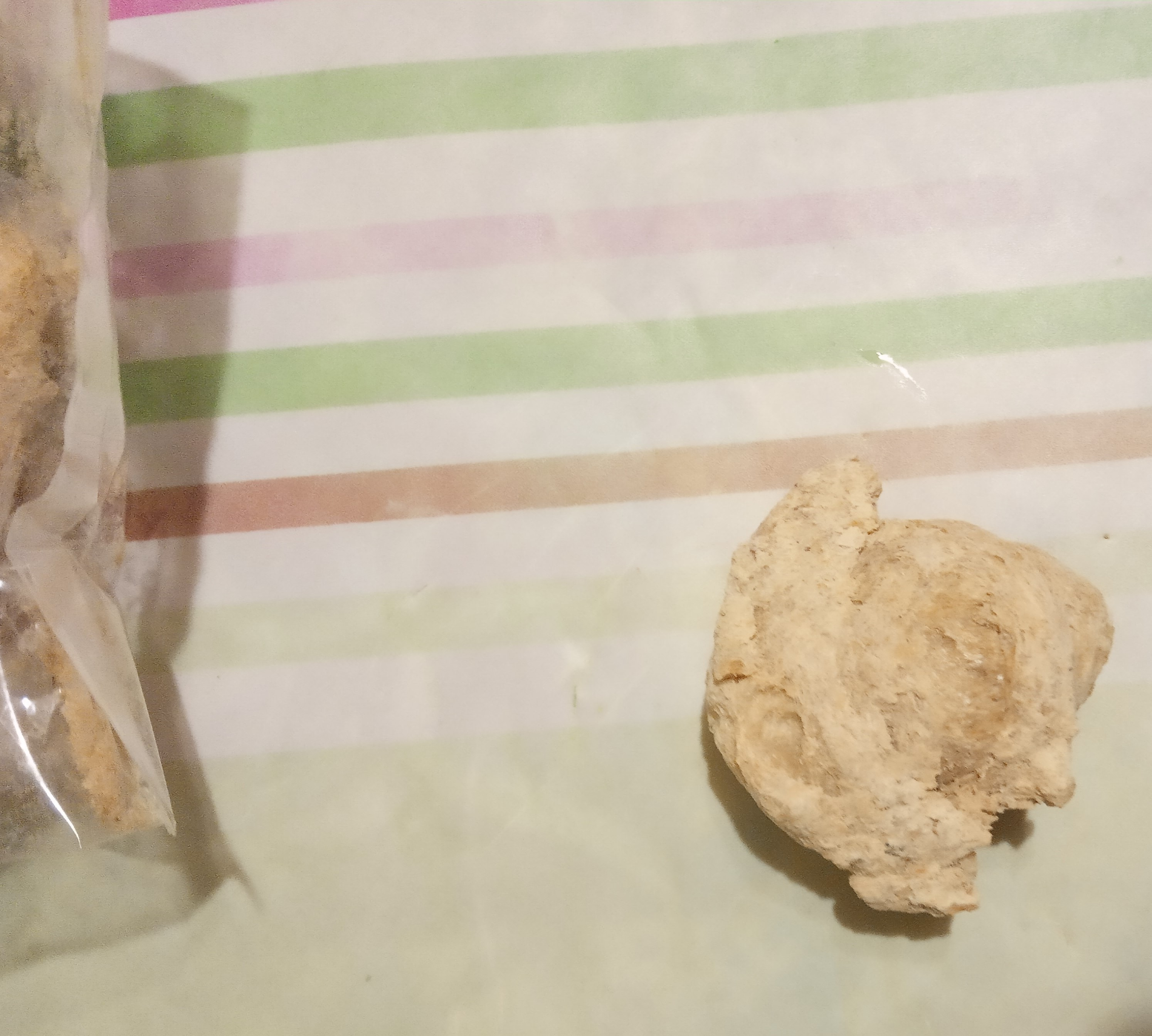
Соєвий биток

Із поширенням вегетаріанства почали готувати вегетаріанські битки. В Україні такі битки почали готували масово десь із початку 2000-х років. Найчастіше замість м'яса беруть соєвий продукт або гречку. Щоб надати смак котлеті, використовують різноманітні спеції — чорний перець, карі або купують готові соєві битки, наприклад, ТМ «Екона».